# Ever Carradine
Ever Dawn Carradine (Los Ángeles, California; 6 de agosto de 1974) es una actriz estadounidense, reconocida por interpretar el papel de Tiffany Porter en la serie Once and Again y el de Kelly Ludlow en Commander in Chief. Es hija del actor Robert Carradine.

## Carrera
Después de graduarse de Lewis & Clark en 1996, regresó a Los Ángeles y apareció en varios programas de televisión como Diagnosis: Murder, Tracey Takes On ... y The Sentinel. En 1998 recibió su primer papel recurrente como Rosalie, un interés amoroso en Party of Five. Interpretó a Pepper, una auxiliar, en Veronica's Closet. En 2003 obtuvo su primer papel en el elenco regular de la serie Lucky, un drama del canal FX sobre un jugador de póquer profesional que vive en Las Vegas.
Protagonizó la película Dead & Breakfast y ha aparecido en películas como Bubble Boy, Jay and Silent Bob Strike Back y Lucky 13. Apareció en el programa Once and Again de 2001 a 2002 y en Commander in Chief de 2005 a 2006. Ha desempeñado papeles recurrentes en los programas Major Crimes (como la madre biológica de Rusty), Veronica's Closet, Party of Five y Women's Murder Club. También ha aparecido en programas de televisión como Dr. House, Law & Order: Criminal Intent, CSI, Will & Grace, Just Shoot Me! Major Crimes y 24.
Entre 2017 y 2019 interpretó a Janet Stein en la serie de Hulu Runaways, ubicada dentro del Universo cinematográfico de Marvel. Además, desde 2017 interpreta a Naomi Putnam en la serie de Hulu, The Handmaid's Tale.

## Filmografía

### Cine
| Año  | Título                         | Papel            | Notas |
| ---- | ------------------------------ | ---------------- | ----- |
| 1996 | Foxfire                        |                  |       |
| 1999 | Lost & Found                   | Ginger           |       |
| 2000 | Ropewalk                       | Melissa          |       |
| 2001 | Jay and Silent Bob Strike Back | Madre de Jay     |       |
| 2001 | Bubble Boy                     | Lisa             |       |
| 2002 | Robbing 'Hef                   | Candice          |       |
| 2002 | Life Without Dick              | Tina             |       |
| 2003 | My Boss's Daughter             | Julie            |       |
| 2004 | Dead & Breakfast               | Sara             |       |
| 2005 | Lucky 13                       | Gretchen         |       |
| 2005 | Constellation                  | Celeste Korngold |       |
| 2013 | Truck Stop                     | Lois             |       |
| 2013 | Guns for Hire                  | Athena           |       |
| 2013 | Frank vs. God                  | Rachel Levin     |       |
| 2015 | The Adventures of Beatle       | Athena           |       |

### Television
| Año          | Título                         | Papel             | Notas                                                            |
| ------------ | ------------------------------ | ----------------- | ---------------------------------------------------------------- |
| 1996         | Diagnosis: Murder              | Debbie            | Episodio: "Murder Can Be Murder"                                 |
| 1997         | Born Into Exile                | Hooker            | TV film                                                          |
| 1997         | The Sentinel                   | Greta             | Episodio: "Private Eyes"                                         |
| 1997         | Tracey Takes On...             | Young Woman       | Episodio: "Movies"                                               |
| 1997         | Alright Already                | Salesgirl         | Episodio: "Again with the Black Box"                             |
| 1997–1998    | Veronica's Closet              | Pepper            | 8 episodios                                                      |
| 1998         | Party of Five                  | Rosalie           | 6 episodios                                                      |
| 1998         | Conrad Bloom                   | Nina Bloom        | Papel principal                                                  |
| 1999         | Chicks                         | Vera              | TV film                                                          |
| 1999–2002    | Once and Again                 | Tiffany Porter    | Papel recurrente (temporada 1); papel principal (temporadas 2–3) |
| 2000         | Just Shoot Me!                 | Gwen              | Episodio: "Hot Nights in Paris"                                  |
| 2000         | Nikki                          | Patti             | Episodio: "Fierce"                                               |
| 2000         | Will & Grace                   | Pam               | Episodio: "Lows in the Mid-Eighties"                             |
| 2001         | 3rd Rock from the Sun          | Cheryl            | Episodio: "Dick's Ark"                                           |
| 2002         | Couples                        | Beth              | TV film                                                          |
| 2003         | Lucky                          | Theresa           | 3 episodios                                                      |
| 2004         | Line of Fire                   | Kelly Sorenson    | Episodio: "The Best-Laid Plans"                                  |
| 2004         | House                          | Karen Hartig      | Episodio: "Maternity"                                            |
| 2004         | CSI: Crime Scene Investigation | Faye Minden       | Episodio: "Eleven Angry Jurors"                                  |
| 2005         | Grey's Anatomy                 | Athena            | Episodio: "The Self-Destruct Button"                             |
| 2005–2006    | Commander in Chief             | Kelly Ludlow      | Papel principal                                                  |
| 2006         | Men in Trees                   | Liza Frist        | Episodios: "Ladies Frist", "New York Fiction: Part 1"            |
| 2007         | Cleaverville                   | Grace             | TV film                                                          |
| 2007         | Law & Order: Criminal Intent   | Jolene            | Episodio: "Bombshell"                                            |
| 2007–2008    | Women's Murder Club            | Heather Donnelly  | 5 episodios                                                      |
| 2008         | The Madness of Jane            | Jane              | TV film                                                          |
| 2008–2009    | Eureka                         | Lexi Carter       | 8 episodios                                                      |
| 2009         | See Kate Run                   | Abby Sullivan     | TV film                                                          |
| 2009         | 24                             | Erika             | 5 episodios                                                      |
| 2009         | Supernatural                   | Julia Wright      | Episodio: "I Believe the Children Are Our Future"                |
| 2009         | Private Practice               | Kara              | Episodio: "The Hard Part"                                        |
| 2010         | Castle                         | Mirielle Lefcourt | Episodio: "Murder Most Fowl"                                     |
| 2011         | The Mentalist                  | Cheryl Meade      | Episodio: "Red Gold"                                             |
| 2011         | Rizzoli & Isles                | Randi Gordon      | Episodio: "Living Proof"                                         |
| 2012         | The Finder                     | Agent Judy Green  | Episodio: "The Great Escape"                                     |
| 2012         | Breakout Kings                 | Claire Lyons      | Episodio: "I Smell Emmy"                                         |
| 2012         | Drop Dead Diva                 | Ramona            | Episodio: "Winning Ugly"                                         |
| 2013         | CSI: Crime Scene Investigation | Dr. Darcy Shaw    | Episodio: "Double Fault"                                         |
| 2013         | Bones                          | Delores Martin    | Episodio: "The Friend in Need"                                   |
| 2014–2016    | Major Crimes                   | Sharon Beck       | 10 episodios                                                     |
| 2015         | Backstrom                      | Lucy Harms        | Episodio: "I Like to Watch"                                      |
| 2015         | The Devil You Know             | Ann Putnam Sr.    | TV pilot                                                         |
| 2016         | Shameless                      | Erica             | 4 episodios                                                      |
| 2016         | Goliath                        | Rachel Kennedy    | 5 episodios                                                      |
| 2016         | Code Black                     | Linda             | Episodios: "What Lies Beneath", "1.0 Bodies"                     |
| 2017–present | El cuento de la criada         | Naomi Putnam      | 21 episodios                                                     |
| 2017–2019    | Runaways                       | Janet Stein       | Papel principal                                                  |
| 2019         | All Rise                       | Felice Bell       | Episodio: "How to Succeed in Law Without Really Re-Trying"       |
| 2020         | The Good Doctor                | Alice Gottfried   | Episodio: "Fixation"                                             |
| 2021         | Good Girls                     | Denise Carpenter  | Episodio: "You"                                                  |
| 2022         | The Rookie                     | Evelyn Reed       | Episodio: "End Game"                                             |